# Joseph Saidu Momoh
Le général Joseph Momoh (né le 26 janvier 1937 à Binkolo (en), mort le 2 août 2003 en Guinée) est président de la république de Sierra Leone de novembre 1985 au 29 avril 1992.

## Biographie

### Avant son accès à la présidence
Il est désigné commandant en chef des armées par Siaka Stevens, en 1971.

### Président de la République
Après la démission de Siaka Stevens, il prend la relève en novembre 1985. Accueilli chaleureusement par la population, il est élu président de la République sans aucune opposition, le 2 octobre 1985.
Ne pouvant améliorer rapidement l'économie du pays et combattre le chômage, qui est très important chez les jeunes, la population commence à se retourner contre lui. Il résiste à une tentative de coup d'État en mars 1987.
Il décrète un état d’urgence économique en novembre, des mesures draconiennes d'austérité sont prises.
La population de plus en plus mécontente risque de déstabiliser le pays, les différents courants qui se forment au sein même du gouvernement n'arrangent rien. Il tente de calmer les esprits en annonçant un retour à un régime multipartite, qui avait été supprimé par Siaka Stevens en 1971, ainsi que l'organisation d'élections générales en 1992.
Le 23 mars 1991, le Revolutionary United Front (RUF) attaque deux villages dans l'Est du pays, c'est le début de la guerre civile de Sierra Leone.
À partir de là, la pression qu'il est obligé de maintenir sur le RUF crée des tensions au sein de l'armée, qui n'approuve pas sa politique. Et le 29 avril, il est renversé par Valentine Strasser, un jeune capitaine de l'armée, âgé de seulement 26 ans. Il est alors obligé de quitter la Sierra Leone pour la Guinée.

### Après son renversement
Le 5 novembre 1998, il est condamné à dix ans de prison pour collaboration avec la junte de l'Armed Forces Revolutionary Council (en) (AFRC), qui avait pris le pouvoir le 25 mai 1997.
Il passe plusieurs mois en prison, il est ensuite blanchi des accusations de trahison et est amnistié en 1999.
Il meurt le 2 août 2003, des suites d'une longue maladie.